# Tengri

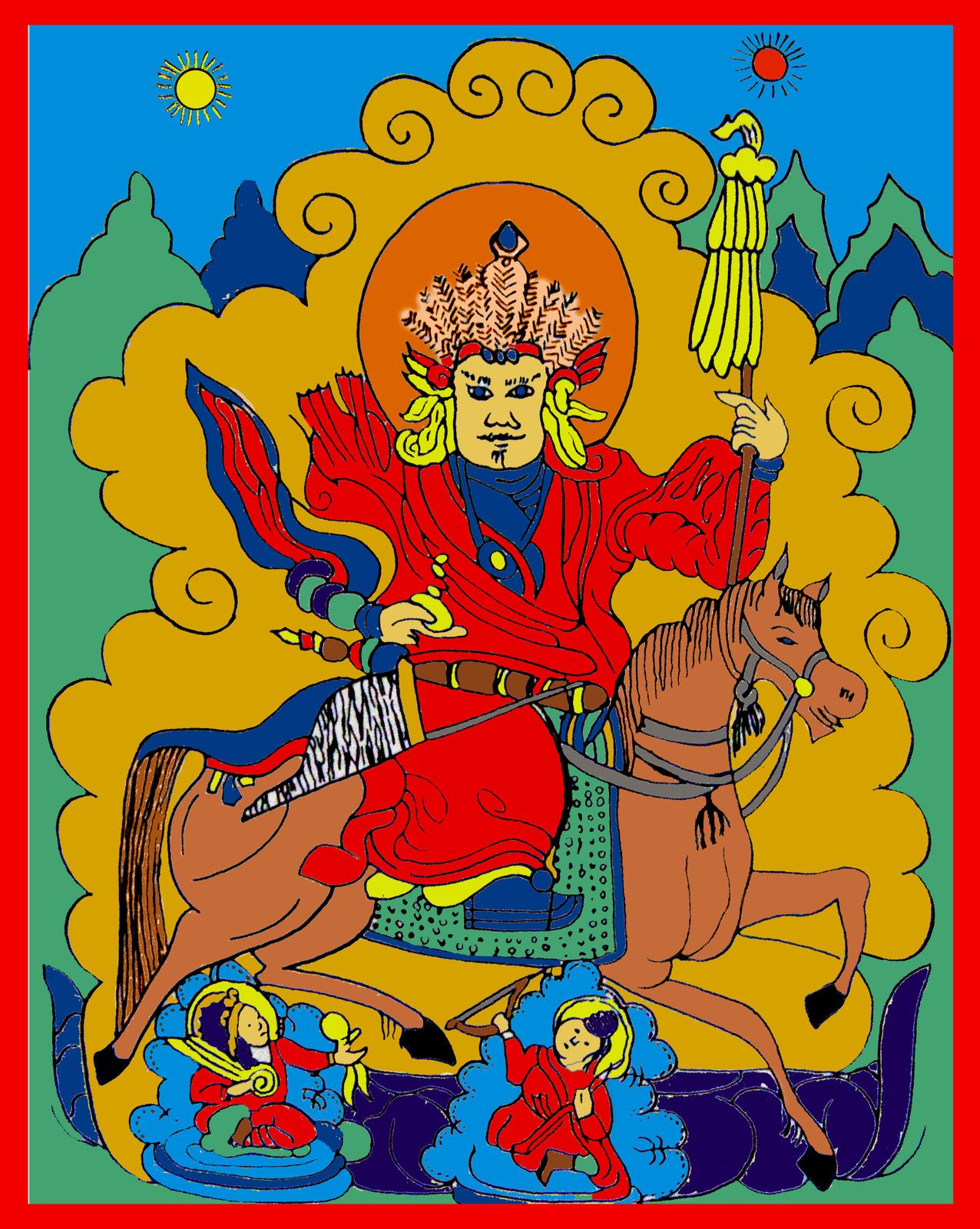
Tranh thờ Đằng Cách Lý

Tengri hay Đằng Cách Lý là vị thần bầu trời toàn năng theo các tín ngưỡng tôn giáo trong truyền thống du mục của người Thổ Nhĩ Kỳ, người Mông Cổ và nhiều tín ngưỡng tôn giáo du mục khác. Những phẩm chất và quyền năng của Tengri còn bao gồm vị thế là người phán xử và nguồn gốc của sự sống, là đấng vĩnh cửu và tối cao, cho nên các nhà văn châu Âu và Hồi giáo nhận định Tengri chính là một vị thần của người Thổ Nhĩ Kỳ và người Mông Cổ. Vị thần Tengri được tôn thờ ở Tengri giáo, bao gồm tín ngưỡng thờ cúng tổ tiên đối với vị thần Tengri vốn được cho là tổ tiên của loài người ở các vùng Turkic và Mông Cổ. Thần Tengri được coi là tương tự như Dyeus cũng là vị thần bầu trời Ấn-Âu và cấu trúc của tôn giáo nguyên thủy Ấn-Âu được tái tạo gần với tôn giáo của người Thổ Nhĩ Kỳ thời kỳ đầu hơn là tôn giáo của bất kỳ dân tộc nào ở Cận Đông hoặc Địa Trung Hải thời cổ đại. Trong tiếng Thổ Nhĩ Kỳ theo Kitô giáo thì "Tengri" được dùng để chỉ cha của Chúa Jesus, người được gọi là "Tengri Oghli" (Con của Chúa) và "Mshikha Tengri" (Vị Chúa Đấng cứu thế Messiah). Tengri cũng được ví với Thánh Allah và Khuda. Ngoài những ảnh hưởng tôn giáo nước ngoài, theo như được biết đến ngày nay, thì khái niệm "Tengri" ban đầu của người Thổ Nhĩ Kỳ chỉ là "thiên đường" hay một linh hồn cai quản thiên đường. Linh hồn này có lẽ được hình dung như một loại sức mạnh siêu nhiên thần bí nào đó, tương ứng với "Mana" trong dân tộc học hiện đại.

## Danh xưng

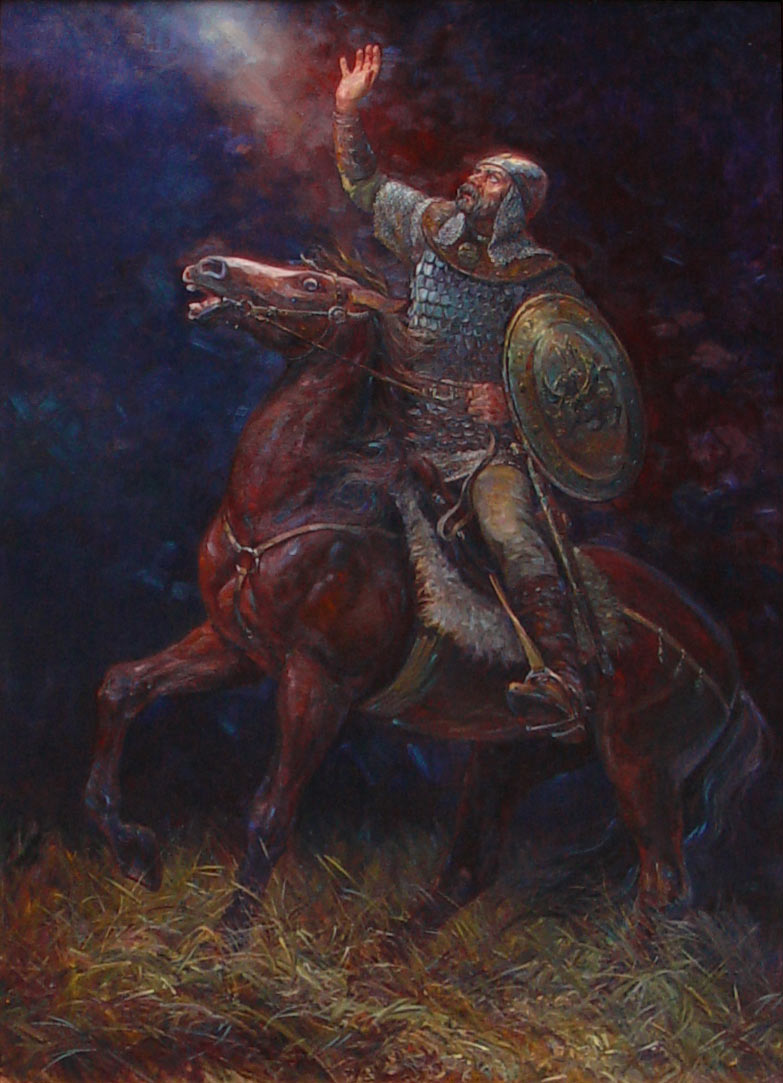
Một chiến binh du mục đang cầu nguyện thần Đằng Cách Lý

Tên gọi Tengri (tiếng Đột Quyết là Täŋri)  có nghĩa là "Trời". Trong tiếng Thổ Nhĩ Kỳ, tiếng Mông Cổ cổ đại và hiện đại, có các biến thể là Tengeri, Tangara, Tangri, Tanri, Tangre, Tegri, Tingir, Tenkri, Teri, Ter và Ture. Nhà nghiên cứu Stefan Georg thì đề xuất rằng Tengri trong tiếng Turk là bắt nguồn từ một từ mượn từ ngôn ngữ Enisei cổ *tɨŋgVr-, có nghĩa là "cao". Chữ Hán của Tengri là Đằng Cách Lý (騰格里), trong đó chữ Đằng (腾) trong "đằng vân giá vũ" - cưỡi mây đạp gió", chữ Cách (格) trong chữ "cách trở, ngăn cách", và chữ Lý (里) có nghĩa là dặm (đơn vị đo chiều dài). Vị thần bầu trời này được hình dung là vị thần quyền năng, thần thông, có thể di chuyển muôn nơi, cưỡi mây đạp gió vượt ngàn dặm cách trở. Theo tín ngưỡng của người Mông Cổ, ý chí của Tengri (jayayan) có thể phá vỡ các luật lệ thông thường của chính ý chí tối cao đó và can thiệp bằng cách gửi một người được chọn xuống trái đất, vào nhân gian. 
Dạng cổ nhất của tên gọi Tengri này được ghi chép trong biên niên sử Trung Quốc từ thế kỷ thứ IV trước Công nguyên, mô tả tín ngưỡng của người Hung Nô. Nguyên từ này có dạng là 撑犁/Cheng-li, được cho là phiên âm tiếng Trung của Tängri. (Dạng tiền Turkic của từ này đã được tái tạo thành *Teŋri hoặc biến thể viết tắt là *Taŋrï). Cheng-li ("撐犁") trong chữ Hán có nghĩa là "trời" hoặc "thiên" (T`aŋgiri) theo ghi chép lịch sử, người Hung Nô gọi "trời" là "撐犁" (Cheng-li), "con" là "孤塗" (Gu-tu), và "Thiền vu" (單于) là "vẻ rộng lớn", tước hiệu của Thiền vu Hung Nô, "撐犁孤塗單于", có thể được hiểu là "Thiền vu quảng đại, đứa con của trời". Người ta thường cho rằng thuật ngữ Tengri ban đầu có nghĩa là "bầu trời". Andrey Kononov cho rằng thuật ngữ này được hình thành bởi các từ tän (buổi sáng) và injir (buổi tối) hợp thành chữa tänri, ám chỉ bầu trời như một tổng thể giữa ngày và đêm. Trước đó, từ tiếng Trung Hoa có nghĩa là "bầu trời" (tiếng Quan Thoại: 天/tiān/Tiếng Trung Cổ là thīn/Thìn/thîn). Tengri là vị Chánh thần ở những đền thờ của người Đột Quyết (Turkic), ngự trị và cai quản thiên cầu.